# نهائي كأس الرابطة الفرنسية 1997
نهائي كأس الرابطة الفرنسية 1997 هي المباراة النهائية من منافسة كأس الرابطة الفرنسية 1996–97 ‏، أقيمت المباراة في 12 أبريل 1997، في بارك دي برينس، بين فريقي نادي ستراسبورغ، وجيروندان بوردو، وفاز فيها نادي ستراسبورغ، بعد أن هزم جيروندان بوردو، بنتيجة 0 - 0، وكان حكم المباراة ، وحضر المباراة 39878 شخصاً.

## تفاصيل المباراة
لعبت المباراة النهائية في 12 أبريل 1997.
| نادي ستراسبورغ | 0 -0 | جيروندان بوردو |
| -------------- | ---- | -------------- |
|                |      |                |